# Santiago de Carreiras
Santiago de Carreiras (llamada oficialmente Carreiras (Santiago)) era una freguesia portuguesa del municipio de Vila Verde, distrito de Braga.

## Historia
Fue suprimida el 28 de enero de 2013, en aplicación de una resolución de la Asamblea de la República portuguesa promulgada el 16 de enero de 2013 al unirse con la freguesia de São Miguel de Carreiras, formando la nueva freguesia de Carreiras (São Miguel) e Carreiras (Santiago).